# Grünes Band der IRA 1948
| Endstand nach der 11. Etappe | Endstand nach der 11. Etappe | Endstand nach der 11. Etappe |
| ---------------------------- | ---------------------------- | ---------------------------- |
| Sieger                       | Philipp Hilbert              | 42:30:36 h (35,526 km/h)     |
| Zweiter                      | Erich Bautz                  | + 0:07 min                   |
| Dritter                      | Fritz Scheller               | + 1:16 min                   |
| Vierter                      | Fritz Siefert                | + 2:46 min                   |
| Fünfter                      | Fritz Diederichs             | + 3:57 min                   |
| Sechster                     | Emil Schöpflin               | + 8:32 min                   |
| Siebter                      | Heinrich Schultenjohann      |                              |
| Achter                       | Emil Kijewski                |                              |
| Neunter                      | Hans Hörmann                 |                              |
| Zehnter                      | Sepp Berger                  |                              |

Das Grüne Band der IRA (Industrie-Gemeinschaft zur Förderung des Radfahrwesens und Radsportes) bzw. die Kleine Deutschland-Rundfahrt, eine Vorgängerin der späteren Deutschland Tour, wurde vom 16. bis 26. September 1948 ausgetragen. Es führte von Stuttgart über 1.510,2 Kilometer nach Hamburg. Die Rundfahrt bestand aus elf Wertungen, davon sechs Kriterien, ähnlich den Rennen des Vorjahres (dem Grünen Band vom Rhein), und fünf Langstreckenetappen.
Es gingen 45 Fahrer in sechs deutschen Werksteams an den Start. Alle Radsportteams wurden von Fahrradherstellern getragen:
- Bauer
- Bismarck
- Dürkopp
- Express
- Patria WKC
- Rabeneick[1]

Das Ziel erreichten 28 Starter, wobei der Sieger die Distanz mit einem Stundenmittel von 35,526 km/h zurücklegte.
Der Führende erhielt ein weißes Trikot mit grünem Brustring. Dieses gewann am Ende der Rundfahrt Philipp Hilbert, der während der Rundfahrt 37 Jahre alt geworden war, mit sieben Sekunden Vorsprung auf Erich Bautz, der als Erster die Tour zweimal hätte gewinnen können. Das Interesse an der Tour war leicht rückläufig. Einzig die Langstreckenetappen weckten die Begeisterung des Publikums, während die Kriterien auf den Rundstreckenkursen recht spärlich besucht waren.

## Etappen
| Etappen    | Tag           | Start – Ziel          | km    | Etappensieger   | Gesamterster    |
| ---------- | ------------- | --------------------- | ----- | --------------- | --------------- |
| 1. Etappe  | 16. September | Stuttgart             | 70    | Hans Hörmann    | Hans Hörmann    |
| 2. Etappe  | 17. September | Stuttgart – Wiesbaden | 248   | Günther Pankoke | Günther Pankoke |
| 3. Etappe  | 18. September | Wiesbaden             | 78,5  | Gerhard Stubbe  | Günther Pankoke |
| 4. Etappe  | 19. September | Wiesbaden – Gießen    | 97    | Emil Schöpflin  | Günther Pankoke |
| 5. Etappe  | 20. September | Gießen                | 40    | Sepp Berger     | Harry Saager    |
| 6. Etappe  | 21. September | Gießen – Köln         | 269   | Erich Bautz     | Philipp Hilbert |
| 7. Etappe  | 22. September | Köln                  | 60    | Hans Hörmann    | Philipp Hilbert |
| 8. Etappe  | 23. September | Köln – Bielefeld      | 233,7 | Emil Schöpflin  | Philipp Hilbert |
| 9. Etappe  | 24. September | Bielefeld             | 64    | Sepp Berger     | Philipp Hilbert |
| 10. Etappe | 25. September | Bielefeld – Hamburg   | 275   | Erich Bautz     | Philipp Hilbert |
| 11. Etappe | 26. September | Hamburg               | 75    | Karl Weimer     | Philipp Hilbert |